# 卡特縣 (田納西州)
卡特縣（英語：Carter County）是美國田納西州東南角的一個縣，東鄰北卡羅萊納州。面積900平方公里。根據美國2000年人口普查，共有人口56,742人。治所伊利莎白頓（Elizabethton）。
成立於1796年。縣名紀念富蘭克林州參議院議長Landon Carter。